# Koszary (Radzyń Podlaski)
Koszary – część miasta Radzynia Podlaskiego w Polsce, w województwie lubelskim, w powiecie radzyńskim.
Rozpościera się wzdłuż ulicy Koszary, na południowy zachód od centrum miasta.